# Curieus
Curieus, voorheen bekend als Centrale voor Socialistisch Cultuurbeleid  (CSC), is een Belgische progressieve sociaal-culturele volwassenenvereniging die actief is in Vlaanderen en Brussel. Het 'Festival van de Gelijkheid' en 'VOLTA Nacht van de Toekomst' zijn de bekendste initiatieven.

## Geschiedenis
De vereniging kwam tot stand in 1968 uit de eenmaking van de Centrale voor Arbeidersopvoeding en de Centrale voor Socialistische Cultuurwerken. Ze kreeg de naam ‘Centrale voor Socialistisch Cultuurbeleid’, of korter CSC. Door de jaren heen groeide de organisatie verder, om in oktober 2002 tot Curieus te worden omgedoopt.

## Structuur

### Voorzitters
| Tijdspanne   | Voorzitter     |
| ------------ | -------------- |
| 1968 - 1986  | Gerrit Kreveld |
| ...          |                |
| 2010 - heden | Jan Roegiers   |

### Werking
De vereniging bestaat uit een nationaal secretariaat, zes provinciale secretariaten en meer dan 310 lokale afdelingskernen waar talloze vrijwilligers actief zijn.

## Bekendste initiatieven
- Festival van de Gelijkheid[4] (2013-...): meerdaags maatschappelijk Festival met debatten, expo's, lezingen, ruilmarkten, babbels, voorleessessies, optredens... rond het thema Gelijkheid.
- BelBos[5] (2013-...): project waarbij vrijwilligers afgedankte gsm's inzamelen en met de opbrengst bomen planten. Zeven BelBossen sieren ondertussen het Vlaamse landschap: in Oostende, Ieper, Kortrijk, Wachtebeke, Herent, Kasterlee en Dilsen-Stokkem.
- Volta, Nacht Van De Toekomst[6]: jaarlijks feest aan de vooravond van 1 mei.
- GRINTA - Heroes of Tomorrow (2018): Jonge helden in de spotlights op feest vol ontmoeting, actie en muziek.
- ZomertoerenWinterkuren (2014-...): inspiratiebank voor lokale vrijwilligers
- KLIK (2010): een rondreizende internetklas die mensen wegwijs maakte op het internet.
- De Slimste Sos: een jaarlijkse quiz met provinciale voorrondes en een nationale finale.
- De Jacht op Super8 (2008): Oude super 8 filmpjes werden in heel Vlaanderen ingezameld en gedigitaliseerd.
- Anne Frank-tentoonstelling: een uitleenbare tentoonstelling rond de Joodse Anne Frank.
- GAL-tentoonstelling (2012): een uitleenbare tentoonstelling naar aanleiding van het 50-jarig jubileum van politiek tekenaar Gerard Alsteens.
- Nero-tentoonstelling: een uitleenbare tentoonstelling rond stripfiguur Nero.
- Neuzen in...(2012-...): een boekjesproject waarbij Curieus mensen de mogelijkheid biedt om hun dorp, wijk, gemeente,... te (her-)ontdekken.
- ”SAMEN(k)LEVEN[7] (2015-…)”: aan de hand van stickers met aantrekkelijke pictogrammen die je op je brievenbus kan kleven, laat je aan je buren weten welk materiaal je in huis hebt dat ze kunnen komen lenen. Op deze fijne manier kan je je buren beter leren kennen en kan het het sociaal weefsel in de buurt versterken.